# Oskar Zehrfeld
Oskar Zehrfeld (* 5. Mai 1854 in Zweenfurth; † 5. April 1936 in Hosterwitz) war ein deutscher Komponist und Musikpädagoge.

## Leben und Werk
Oskar Zehrfeld war Schüler von Gustav Adolf Merkel und Franz Wüllner in Dresden. Ab 1877 wirkte Zehrfeld als Seminaroberlehrer in Pirna, ab 1891 in Löbau. 1900 wurde er zum königlichen Musikdirektor und 1914 zum königlichen Professor ernannt. Seinen Ruhestand lebte Zehrfeld in Dresden.
Zehrfeld komponierte Lieder und Chorlieder für gemischten und für Männerchor, Orgelvorspiele, Orgelfugen, technische Studien für Klavier und Violine. Er verfasste einen Wegweiser  für den Organisten sowie das Musikalische Handbuch für Seminare (I. Theorie, II. Gesang).